# EVE Online
EVE Online ist ein Mehrspieler-Internet-Rollenspiel (MMORPG) der isländischen Entwickler von CCP Games. Die Weltraum-Flugsimulation sieht sich in der Tradition des Spieleklassikers Elite und hat ihren Schwerpunkt auf Handel und Kampf im Weltraum.

## Hintergrundgeschichte und Setting
Aufgrund jahrhundertelanger Ausbeutung herrschte auf dem Planeten Erde Ressourcenknappheit. Dabei kam es auch zu Kriegen um die Reste der noch vorhandenen Rohstoffe. Mit der Entwicklung neuer Raumfahrttechniken konnten diese Konflikte jedoch beigelegt werden. Gewaltige Sprungtore erlaubten es nun, die Distanzen zwischen Sonnensystemen zu überbrücken. Die Kolonialisierung des Weltraums begann und wurde in erster Linie durch private Unternehmen vorangetrieben. Als diese Ausbreitung schließlich ihr Ende fand, wandten sich diese Unternehmen gegeneinander.
Dies änderte sich erst, als ein natürliches Wurmloch entdeckt wurde, welches in bislang unentdecktes Gebiet führte. Nachdem erste Expeditionen den Weg durch das inzwischen als „EVE“ bekannte Wurmloch unbeschadet überstanden, brachen Millionen von Siedlern auf, um das neue Land zu erschließen. Das neu entdeckte Gebiet wurde „New Eden“ getauft.
Das EVE-Wurmloch kollabierte jedoch bald darauf und trennte die neuen Gebiete vom Einflussbereich der Erde ab. Die Kolonien verfielen, das Wissen der Menschheit verblasste, die neuen Welten wurden zum Grab von Millionen und die Geschichte der Siedler wurde immer mehr zu Mythen und Legenden.
Nur sehr wenige Planeten konnten sich ohne Nachschublieferungen von der Erde halten. Das erste Volk, welches den Raumflug wiederentdeckte, waren die Jove. Diese trafen auf die Amarr, ein Volk religiöser Fundamentalisten, und befanden sie für würdig, von ihnen zu lernen. Kurz darauf wurden die Jove von einer unbekannten Krankheit fast völlig vernichtet. Sie zogen sich in die sogenannten Jove-Regionen zurück, welche bis heute unzugänglich sind. Über ihr Schicksal ist nichts bekannt.
Da die Amarr nun erneut mit der Technik der Raumfahrt vertraut waren, begannen auch sie, den Weltraum zu erkunden. Schnell stießen sie auf die Minmatar, die von ihnen als primitive Barbaren angesehen wurden und begannen, sie in einem gewaltigen Kreuzzug zu unterjochen. Später sollten die Minmatar-Stämme die Herrschaft der Amarr abschütteln und ihr eigenes Reich errichten.
Zeitgleich mit den Amarr erhob sich das Volk der Gallente und gründete in seinem Einflussbereich eine Föderation freier Staaten, unter denen die Caldari die stärkste Fraktion bildeten. Nach einem schweren Bürgerkrieg trennte sich das Volk der Caldari von den Gallente und errichtete ein ultrakapitalistisches Imperium, dem es gelang, dem demokratischen Gallente-Staat einen großen Teil seiner Besitzungen zu entziehen.
Mit der Zeit bildeten sich weitere Fraktionen heraus. Abgesehen von zahllosen Organisationen innerhalb der vier spielbaren Imperien (z. B. Kriegsflotten, Medienorganisationen und Parteien) existieren einige selbstständige Entitäten, die für Spieler nicht zugänglich sind:
- Das Ammatar-Mandat, eine freundschaftliche Verbindung von Amarr und Minmatar, wird von beiden Imperien akzeptiert und besitzt einen eigenen Einflussbereich.
- Auf unterschiedliche Art und Weise entstanden in jedem Imperium gesetzlose Organisationen, die sich in unkontrollierten Gebieten nahe ihren Heimatregionen ansiedelten. Es handelt sich hierbei um die Serpentis Corporation, Guristas, Blood Raider und das Angel Cartel. Sie werden auch als Piraten bezeichnet.
- Die Sansha-Nation spaltete sich vor langer Zeit vom Caldari-Staat ab, da Sansha Kuvakeis transhumanistische Experimente mit der Unternehmensführung der Caldari-Firmen unvereinbar geworden waren. Sansha, selbst ein reicher Unternehmer, kaufte eine abgelegene Region des Weltraums, wohin er mit seinen Anhängern floh (Heute ist diese Region als “Stain” bzw. “Schandfleck” bekannt). In der Folge breitete sich seine Nation in den dünn besiedelten Gebieten stark aus und musste von allen vier Imperien mit vereinten Kräften zurückgeschlagen werden. Ihres Führers beraubt, degenerierten die verbliebenen Cybersklaven des Sansha-Regimes; sie werden heute zu den Piraten-Fraktionen gezählt und halten die Stain-Region in Beschlag.
- Outer Ring Excavations, die führende Bergbauorganisation, verfügt über eigene Besitzungen, genauso wie die Hilfsorganisation Sisters of EVE, die Caldari-Söldnerflotte Mordus’ Legion und die Jove-Splitterfraktion Society of Conscious Thought.

Lange Zeit waren die Beziehungen zwischen Caldari und Gallente sowie Amarr und Minmatar angespannt. Es herrschte jedoch fast ein Jahrhundert Waffenruhe zwischen den vier Imperien. Diese Friedenszeiten sind allerdings endgültig vorbei. Gallente und Minmatar auf der einen Seite und Caldari und Amarr auf der anderen führen zurzeit Krieg gegeneinander, während die meisten anderen Fraktionen ihre Neutralität wahren.
Nach Ausbruch des Krieges, aber wohl nicht aufgrund dessen, wurden verstärkt kleinere Wurmlöcher in New Eden bemerkt. Diese sind ebenso instabil wie das EVE-Wurmloch, jedoch erlauben sie den Bewohnern New Edens intermittierenden Zugriff auf weitere Sonnensysteme. Im Zusammenhang mit diesen Wurmlöchern wurde auch die Rasse der Sleeper entdeckt. Diese hochgefährliche und aggressive Rasse wird weithin als Abart der verschollenen Jove verstanden, ist aber nicht abschließend erforscht.
Schließlich scheint auch die Sansha-Nation ihre angebliche Vernichtung überlebt zu haben. Aus einem bislang unentdeckten Hauptquartier sendet Meister Kuvakei seit einigen Jahren immer wieder Kriegsflotten nach New Eden. Die Schiffe dieser Flotten sind jedoch nicht mit den oben genannten Resten des alten Sansha-Staates vergleichbar und haben mit ihnen anscheinend auch keinen Kontakt. Es ist nicht geklärt, wie Kuvakei heimlich eine derart schlagkräftige Truppe aufstellen konnte.
Spieler betreten New Eden als Mitglieder eines der vier Imperien. Sie gehören zu einer privilegierten Kaste, den sogenannten Kapselpiloten. Kapselpiloten haben gegenüber der restlichen Bevölkerung der Galaxis den Vorteil, dass sie durch Klontechnologie so gut wie unsterblich sind. Werden sie im Weltraum abgeschossen, wird ihr Bewusstsein durch ihre Rettungskapsel in einen vorbereiteten Klon übertragen und dieser aktiviert. Diese Kapselpiloten-Technologie stammt ursprünglich von den Jove und war Teil ihres Nimbus der Unbesiegbarkeit.
Diese Privilegien sowie die Aktivitäten von Kapselpiloten führen bisweilen zu rollenspielerischen Auseinandersetzungen mit anderen Bewohnern New Edens, sind aber für den Großteil der Spieler nicht relevant- sie nehmen nicht an den Rollenspielangeboten der Entwicklerfirma teil.
Um jedoch im Einflussbereich der vier Imperien manche Spieleraktivitäten zu unterbinden, wurde die Regulierungsorganisation und Polizei CONCORD geschaffen. Zudem steht es den Kriegsschiffen der Imperien zu, in ihrem Gebiet kriminelle Kapselpiloten und Staatsfeinde unter Beschuss zu nehmen.

## Spielprinzip

### Allgemein
Spielern steht ein breites Spektrum Spezialisierungen offen. Dazu zählen unter anderem:
- Nicht-kriegerische Tätigkeitsfelder wie Bergbau, Industrie, Forschung, Logistik, Handel sowie Finanzdienstleistungen (Banken, Geldverleih, Beteiligungen)
- Kriegerische Tätigkeitsfelder wie Piraterie, Anti-Piraterie, Abwehr von Sansha-Inkursionen, Bekämpfung der Sleeper, Söldnertum oder Konflikte zwischen Spielergruppen
- Hybride Tätigkeiten wie Weltraumerkundung, Diebstahl oder Betrug, Führung einer Spielergruppe etc.

Hinzu kommen weitere Dienstleistungen, die von Spielern zusätzlich angeboten werden, aber nicht zwingend Teil des Basisspiels sein müssen, z. B.
- Weltraumkarten und ähnliche Datenbanken,
- Planungssoftware für Spieler-Charaktere und Schiffe,
- Killboards, die Konflikte unter Spielern aufzeichnen,
- Diskussionsforen und Treffen von Spielergruppen,
- Selbsthilfegruppen für suchtgefährdete oder suizidale Mitspieler,
- Radiostationen und Nachrichtenseiten.

Der Avatar selbst tritt nur in Form eines Porträts und in den Raumstationen in Erscheinung. Der überwältigende Großteil des Spielgeschehens findet jedoch im Weltraum statt. Dort werden Spieler durch ihre Raumschiffe repräsentiert.
Es existieren deutlich mehr als 200 verschiedene Schiffe in über 20 Klassen. Je nach Rolle unterscheiden sich diese Schiffe drastisch im Hinblick auf Voraussetzungen, Preis, Spielwerte, Ausrüstungsmöglichkeiten, Spezialfähigkeiten und Mobilität. Manche Schiffe sind für bestimmte Tätigkeiten besser geeignet als für andere. Zudem bestehen auch Schiffsklassen, die über einzigartige Fähigkeiten verfügen, auf die sie sich spezialisiert haben.
Spieler müssen zusätzlich zum Erwerb jedes Schiffes Ausrüstung beschaffen, da die reine Hülle in der Regel nutzlos ist. Aufgrund der schieren Vielfalt aller denkbaren Ausrüstungsgegenstände ist die Ausstattung eines Schiffes eine komplexe Angelegenheit, die nicht selten anhand von Leitfäden und anderen Hilfsmitteln vorgenommen wird. Begrenzt wird die Auswahl nur durch die Mindestanforderungen, die Schiff und Ausrüstung an den Spieler stellen.
Fast alle Gegenstände in EVE erfordern, dass der Spieler-Charakter sich mit ihrer Benutzung vertraut macht. Dies geschieht über das Skillsystem, welches echtzeitbasiert ist. Das bedeutet, Spieler erwerben Skills (Fertigkeiten) auf Stufe 0, „injizieren“ dieses Wissen in ihre Avatare und können diese Kenntnisse dann mit der Zeit bis auf Stufe 5 verbessern. Die benötigte Zeit pro Skill schwankt in der Regel zwischen drei Minuten und zwei Wochen, kann in Extremfällen jedoch auch drei Monate betragen. Die Zeiträume können durch diverse Spielmechaniken deutlich reduziert werden. Skills werden auch dann trainiert, wenn der Charakter nicht online ist.
Ein Merkmal von Eve Online ist, dass außerhalb von Raumstationen jederzeit das Risiko besteht, abgeschossen zu werden. Wird ein Schiff zerstört, ist es unwiederbringlich verloren und muss neu gekauft werden. Versicherung und Schrottverwertung decken den Verlust nur teilweise ab.
Der Einflussbereich der vier Start-Imperien wird durch die Polizeiorganisation CONCORD geschützt. Spieler, die einen CONCORD-Einsatz provozieren, werden innerhalb weniger Sekunden abgeschossen; CONCORD-Schiffe sind unbesiegbar und unendlich verfügbar. Das bedeutet aber nicht, dass Spieler, insbesondere in Gruppen, nicht in der Lage wären, ein feindliches Schiff zu vernichten, bevor die Polizei eintrifft. Die Reaktionszeit der Polizei ist im Zentrum der Imperien am stärksten (Sicherheitsstufe 1.0) und nimmt nach außen ab. Unterhalb einer Sicherheitsstufe von 0.5 werden Spieler nicht mehr durch CONCORD-Schiffe, sondern durch ortsfeste Geschütze gesichert, die jedoch zu vernachlässigenden Schaden anrichten. Unterhalb einer Sicherheitsstufe von 0.1 befinden sich Spieler in gesetzlosem Raum. Im sogenannten „Null-Null“-Gebiet gelten keinerlei Gesetze oder Regeln.
Spielergruppen ist es im 0.0-Bereich zudem möglich, einzelne Systeme oder ganze Regionen zu erobern und auf Dauer zu beanspruchen. Um diese Besitzungen auszugestalten, stehen Spielern zahlreiche Möglichkeiten zur Verfügung. Neben diversen Infrastrukturprojekten können auch Raumstationen errichtet werden, in denen Schiffe sicher vor Angriffen sind. Da der gesetzlose Raum zudem über wertvolle Ressourcen verfügt, befinden sich Spielergruppen quasi ununterbrochen im Konflikt miteinander.

### Spielbare Ethnien

#### Amarr
Die Amarr bilden das größte der vier Imperien im EVE-Universum. Das Volk der Amarr betrachtet sich als die von Gott auserwählte Rasse. Sie sind das einzige Imperium, welches aktiv Sklavenhandel betreibt. Die Amarr betreiben expansionistische Politik, welche unter anderem in einer empfindlichen Niederlage gegen ihre einstmaligen Förderer, den Jove, endete.
Amarrianische Schiffe sind außerordentlich schwer gepanzert und in der Offensive auf den Einsatz von Laserwaffen spezialisiert.

#### Caldari
Die Caldari waren ursprünglich ein Teil der Gallente-Föderation, spalteten sich aber aufgrund unterschiedlicher geo- und wirtschaftspolitischer Auffassungen ab und bilden seitdem den souveränen Staat Caldari. Der Staat wird von sogenannten Mega-Konzernen zusammengehalten und kontrolliert. Diese Konzerne stehen in ständiger Konkurrenz zueinander, agieren aber außenpolitisch gemeinsam. Die Gesellschaft der Caldari baut auf der Sichtweise auf, dass jeder Bürger nur ein kleines Zahnrad im größeren Staatsgebilde sei.
Die Caldari verfügen allgemein über die höchstentwickelte Schildtechnologie aller Rassen und setzen im Kampf meist Raketen bzw. Marschflugkörper ein; es kommen aber auch Hybridgeschütze zum Einsatz.

#### Gallente
Die Föderation der Gallente ist die einzige Demokratie in New Eden. Sie schätzen ihre persönliche Freiheit und die anderer und verteidigen diese notfalls mit Waffengewalt. Die Wirtschaft der Gallente wird überwiegend von Handel und Dienstleistungen dominiert. Die Gallente besitzen zudem einen ausgeprägten Sinn für Patriotismus. Sie verachten den Sklavenhandel und unterstützten die Minmatar in ihren Befreiungskriegen gegen die Amarr.
Die Schiffe der Gallente verlassen sich auf ihre hohe Drohnenkapazität in Verbindung mit Hybridgeschützen. Ähnlich den Amarr ist die Panzerung ihrer Schiffe meist den Schilden überlegen.

#### Minmatar
Die Republik Minmatar ist untergliedert in verschiedene Stämme, was immer wieder zu internen Spannungen führt. Daher werden die Minmatar manchmal von den anderen Imperien als schwach angesehen. Im Laufe der Zeit wurde das Volk aufgrund von Eroberungen zersplittert und zur „freiwilligen Abwanderung“ gezwungen. Ein Teil der Minmatar wurde vor langer Zeit durch die Amarr versklavt. Obwohl nur noch sehr wenige von ihnen innerhalb der Grenzen der minmatarischen Republik leben, stehen sie loyal zu ihren Stammesbanden. Aufgrund der Tatsache, dass ihre Heimatwelt sehr karg ist, haben sich die Minmatar zu einer Rasse der Wiederverwerter entwickelt, und es gelingt ihnen, aus fast allem etwas Brauchbares herzustellen.
Während als Geschütze normalerweise Projektilwaffen verwendet werden, sind fast alle Minmatarschiffe auch zum Einsatz von Drohnen und Marschflugkörpern geeignet; ähnlich werden, je nach Schiff, entweder die Schildsysteme oder die Panzerung favorisiert.
Jedes Volk bietet dem Spieler drei historische Abstammungen zur Auswahl. Dies eröffnet dem Spieler andere Möglichkeiten bei der Erstellung des Charakterporträts, hat allerdings keine Auswirkungen auf die Spielwerte des Charakters. Dabei entstammen die Caldari dem asiatischen Teil der Erde, die Amarr eher dem heutigen Nordamerika, die Minmatar dem Maghreb sowie Afrika und die Gallente Europa.

### Besonderheiten
EVE Online unterscheidet sich in einigen Punkten von klassischen MMORPGs wie zum Beispiel Ultima Online.

#### Begrenzung auf nur einen Server
Die Spieler sind nicht auf verschiedene Spieleserver verteilt, sondern spielen alle gleichzeitig in derselben Galaxie, welche sich aus über 7.500 Planetensystemen zusammensetzt.
Das bedeutet, dass es nicht möglich ist, durch den Wechsel des Spielservers bestimmten Spielern und Gruppen völlig zu entgehen. Fehden und Konflikte müssen entweder selbst beendet oder ausgesessen werden.
Auch die Vergangenheit jedes Charakters ist auf vielfache Weise (Mitgliedschaften in bestimmten Gruppen, Nachrichtenbeiträge, Einträge auf Killboards und Foren usw.) rekonstruierbar. Wer sich als Mitglied einer Corporation am Eigentum der Gruppe vergreift oder sich sonstig unbeliebt macht, wird nicht selten öffentlich gebrandmarkt und hat so gut wie keine Aussicht, in einer reputablen Gruppe neu aufgenommen zu werden. Dies kann, besonders nach mehrjähriger Spielzeit, zum Problem werden.
Dies hat auch zur Folge, dass Spieler in EVE Online bei der Wahl ihrer Spielergruppe besondere Vorsicht walten lassen müssen. Es kann sich durchaus auf die Aufnahmechancen bei einer Gruppe auswirken, zuvor einer feindlichen Vereinigung angehört zu haben. Aber auch die Spielergruppe muss bei der Auswahl ihrer Mitglieder vorsichtig sein, da die Entwicklerfirma von EVE Online Betrug und Diebstahl in der Regel nicht ahndet (Sozialdarwinismus). Eine falsche Entscheidung bei der Bewerberauswahl kann somit schwerwiegende Folgen haben.
So entwickeln sich Aufnahmeverfahren, die in anderen MMORPGs in wenigen Sekunden erledigt sind, zu mehrtägigen oder gar mehrwöchigen Bewerbungsgesprächen, in denen der Bewerber auf Herz und Nieren geprüft und einer Risikoanalyse unterzogen wird. In der Regel wird dabei mindestens verlangt, dass Bewerber ihre Vermögensverhältnisse offenlegen und einer Einsicht in die spielinterne Mailhistorie des Charakters zustimmen. Möglicherweise haben Bewerber darüber hinaus Sicherheiten zu leisten, Bürgen vorzuweisen oder eine Bewährungsphase zu durchlaufen. Dies wird in der Gaming-Szene bisweilen zum Ausgangspunkt diverser humoristischer Äußerungen.
EVE Online hält zudem den Rekord gleichzeitig spielender Personen von über 65.000, aufgestellt im Mai 2013.

#### Spielziel
Das Spielziel ist nicht festgelegt. Charaktere entwickeln sich in erster Linie durch den ständigen Zugewinn von Skillpunkten weiter, wobei mittlerweile eingeschränkt die Möglichkeit besteht, Skillpunkte zu handeln. Erfahrenere Charaktere werden durch dieses System jedoch stark benachteiligt, weshalb es sich besonders für neue Spieler eignet, die schnell aufholen möchten.
Andere Fortschritte im Spiel manifestieren sich durch persönlichen Reichtum und vor allem durch persönlichen galaxisweiten Ruhm. Da alle Spieler seit 2003 in derselben Spielwelt spielen, sind einige Anekdoten innerhalb der Community inzwischen legendär. Um manche Anführer entwickelte sich ein regelrechter Personenkult.
Zuweilen wird innerhalb der Spielergemeinschaft auch die Herrschaft über die Gesamtheit des 0.0-Bereiches als „winning EVE“ (“EVE gewinnen”) bezeichnet. Dies ist bisher keiner Spielergruppe gelungen. Gleichwohl es aber immer wieder stabile Strukturen gab die – zum Teil über mehrere Jahre – in großen Teile des freien Raums bestanden und diesen entsprechend beherrschten.

#### Ökonomie
Besonders ist auch das Marktsystem, welches komplett von den Spielern beherrscht wird. Bis auf einen verschwindend geringen Anteil an Gegenständen werden sämtliche Schiffe und Items in EVE Online von Spielern hergestellt. Einzig die benötigten Blaupausen und wenige Grunderzeugnisse werden von Nicht-Spieler-Charakteren (NPCs) verkauft, um den Spielern diesen Freiraum zu ermöglichen.
Die Beschaffung von Rohstoffen, deren Transport, Verarbeitung und Vertrieb liegen allein in Spielerhand. Meist werden diese Schritte aus Effizienzgründen von unterschiedlichen Spielern wahrgenommen. So wird ein Spieler die nötigen Erze abbauen, sie einem Industriellen verkaufen, der sie von einem Partner zur Produktionsstätte bringen lässt. Das fertige Produkt wird dann in der Regel zu einem der etwa ein Dutzend Hauptumschlagsplätze geschafft und dort verkauft. Käufer nutzen die Produkte, bis sie unweigerlich in einem Gefecht vernichtet oder verbraucht werden. Angebot und Nachfrage schwanken stark und galaxisweite Kriege haben teils drastische Auswirkungen auf das Marktgefüge.
Besonders wohlhabende Spielergruppen können es sich womöglich leisten, vorübergehend das komplette Angebot bestimmter Gegenstände aufzukaufen, um feindliche Gruppen zu zwingen, entweder höhere Preise für Kriegsmaterial zu zahlen oder auf schlechtere Ausrüstung umzusteigen.

#### Betrug und Diebstahl
EVE-Online-Spieler sind freier in ihren Handlungen als in vielen anderen MMORPGs. Der Betreiber, CCP, schreitet bei Betrug der Spieler untereinander nicht ein, solange sie im Rahmen der Spielhandlung bleiben. Auch erfahrene Spieler sind vor diesen Betrügereien nicht gefeit, da immer wieder neue Strategien entwickelt werden, andere um ihr Spielgeld zu erleichtern.

#### Geschäftsmodell
EVE Online war bis zum 15. November 2016 für den Spieler nach einer mehrwöchigen Testphase grundsätzlich kostenpflichtig und damit eines der letzten Abonnement-basierten MMORPGs.
Am 15. November 2016 wurde mit der Erweiterung Ascension ein Freemium System eingeführt. Unbegrenzt lange kostenlos kann man mit dem Alpha Clone spielen. Eingeschränkt sind unter anderen die erlernbaren Skills, die Trainingsgeschwindigkeit ist um 50 % reduziert und man hat keine unendlich lange Queue. Mit dem kostenpflichtigen Omega Clone stehen alle im Spiel enthaltenen Features zur Verfügung, u. a. auch die ausführliche farbliche Änderung der Benutzeroberfläche, welche bei Alpha Clonen lediglich auf Schwarz begrenzt ist.
Zum Upgrade von Alpha auf Omega kann auch eine PLEX benutzt werden. Eine PLEX ist ein im Spiel existierender handelbarer Gegenstand. Sie werden von Spielern erschaffen, indem sie Spielzeit erwerben und den erhaltenen Code in PLEX umwandeln. Den Spielern steht es dann frei, diese im spieleigenen Markt zu verkaufen. PLEX stellt somit eine Möglichkeit dar, das Spiel bei ausreichendem Einkommen des Charakters kostenfrei spielen zu können.

## Technik
Hinter der Spielwelt steht ein Servercluster mit mehreren Ebenen. Dabei handelt es sich um die Datenbank, die Proxy-Knoten und sogenannte SOL-Knoten. Proxy-Knoten wickeln den Netzwerkverkehr zwischen den Endbenutzern (Clients) und dem Cluster ab. Die eigentliche Rechenarbeit findet auf den SOL-Knoten statt.
Es gibt spezialisierte SOL-Knoten für verschiedene Aufgaben, wie zum Beispiel die Verwaltung des Marktes einer Spielregion, Chat-Verwaltung oder Hosting eines Sonnensystems. Die Kommunikation zwischen Client, Proxy und SOL-Knoten erfolgt mithilfe des von CCP entwickelten RPC-Protokolls MachoNet. Die Verarbeitung erfolgt durch eine spezielle Version der Programmiersprache Python, Stackless Python, deren Entwicklung von CCP maßgeblich gefördert wird.
Durch den Verzicht auf den Prozessorstack können Stackless-Python-Threads besonders einfach serialisiert werden. Das macht sich EVE zum Beispiel beim Wechsel des Spielers zwischen Sonnensystemen zu Nutze. Der den Spieler repräsentierende Thread wird auf dem abgebenden SOL-Knoten serialisiert und vom Zielknoten wieder deserialisiert. Limitierungen des MachoNet-Protokolls bedingen, dass ein Sonnensystem einem SOL-Knoten fest zugewiesen wird und dort in einem einzelnen Thread laufen muss. Die am stärksten besuchten Sonnensysteme haben daher einen eigenen SOL-Knoten, während schwächer belastete Systeme sich einen Knoten teilen können. Wenn ein SOL-Knoten maximal ausgelastet ist, kann sich das für die Spieler in merklichen Verzögerungen äußern, z. B. als ein Ingame-Effekt von Zeitdilatation.
Ist für die Spieler abzusehen, dass sich in einem bestimmten Sonnensystem zu einer bestimmten Zeit sehr viele Spieler aufhalten werden, z. B. bei einer verabredeten Weltraumschlacht, haben sie die Möglichkeit, dies an CCP zu melden, es wird dann versucht, dieses Sonnensystem zu dem definierten Zeitpunkt auf einem eigenen physikalischen Host laufen zu lassen, sodass die Spielerfahrung für die Spieler möglichst störungsfrei abläuft.
Als mögliche Lösung dieses Problems wird derzeit von CCP eine Portierung der Software auf InfiniBand-Technologie evaluiert, laut den Aussagen der Entwickler auf dem Fanfest 2008 läuft bereits eine Entwicklungsversion von EVE-Online auf einem kleinen HPC-Cluster als Testumgebung.

## Andere Plattformen
EVE ist auch für Mac OS X verfügbar, verwendet jedoch die Windows-kompatible Laufzeitumgebung Cedega. Ebenso ist seit Anfang 2009 eine Box-Version des Spiels im Handel.
Die offizielle Linux-Unterstützung wurde mit Apocrypha eingestellt. Linux-Nutzer können nun auf den inoffiziellen Launcher von CCP-Entwickler Snorlax zurückgreifen, um EVE zu spielen.

## Erweiterungen
Die Erweiterungen sind im monatlichen Entgelt inbegriffen und erweitern die Funktionen und den Spielumfang von EVE teilweise beträchtlich. Dabei werden nicht nur existierende Spielmechaniken fortgeschrieben, wie dies bei anderen MMORPGs etwa durch die Erhöhung des Level-Maximums der Fall ist, sondern auch völlig neue Funktionalitäten eingebracht:
- Das für Dezember 2006 geplante VoIP-System von Vivox wurde erst im 2. Quartal 2007 nach längerer Testphase auf den Live-Server aufgespielt und freigegeben.
- Mit der Veröffentlichung von EVE Trinity wurde die Grafikengine auf DirectX-9-Standard angepasst. Auf leistungsschwächeren Computern ist es weiterhin möglich, EvE-Online zu spielen.
- Das Update „Empyrean Age“ ermöglichte es, sich für ein NPC-Imperium zu verpflichten, für dieses gegen seine Feinde zu kämpfen und Sonnensysteme zu besetzen.
- Mit “Dominion” wurde die Souveränitätsmechanik im gesetzlosen Raum grundlegend geändert. Des Weiteren wurde die Engine des Webbrowsers Google Chrome in den Ingame-Browser des Spieles integriert.
- Das Update „Tyrannis“ ermöglichte die Erschließung von Planeten. Zuvor hatten Planeten keine erhebliche Rolle gespielt und waren als Orbitalkörper nur gelegentlich Schauplatz von Schlachten geworden.
- Die Erweiterung „Incursion“ wurde in drei Teilen veröffentlicht. Der zweite Teil führte die bereits erwähnten Inkursionen ein. Der dritte Teil enthielt einen neuen Charaktereditor, der auf der Carbon-Engine basiert und die Charaktererstellung revolutionierte.
- Mit dem Update zu „Incarna“ wurde das sogenannte „Captains-Quarter“ eingeführt. Es ermöglichte erstmals, im Spiel mit der eigenen Spielerfigur das Raumschiff zu verlassen und sich auf der Raumstation zu bewegen.
- Mit der Erweiterung Rubicon wurde die Grafik auf DirectX 11 aktualisiert. Rubicon war zugleich die letzte Erweiterung im alten Releaserhythmus, welcher durch zwei große Erweiterungen im Jahr geprägt war. Mit der Erweiterung Kronos wurde ein neuer Zyklus eingeführt, welcher sechs kleinere Erweiterungen, welche über das Jahr verteilt sind, beinhaltet. Unter anderem wurden so in “Aegis” die Souveränitätsmechaniken aus “Dominion” erneut radikal überarbeitet.

## Rezeption
Am 29. November 2012 gab das Museum of Modern Art den Erwerb von 14 Computerspielen, darunter EVE Online, für eine neue Design-Dauerausstellung in den Philip Johnson Galleries ab März 2013 bekannt. In der Bekanntmachung wurden die Titel als herausragende Vertreter im Bereich des Interaktionsdesigns bezeichnet. Kriterien waren demnach neben der visuellen Qualität und der ästhetischen Erfahrung sämtliche Aspekte, die zur Gestaltung der Interaktion beitragen, etwa die Eleganz des Programmcodes oder das Design des Spielerverhaltens.

### Kritikpunkte
Incarna
Die Erweiterung „Incarna“ rief bei vielen Kunden große Kritik hervor. Viele fühlten, dass ihre Wünsche übergangen würden und öffentlich gewordene CCP-interne Dokumente mit streitbarem Inhalt verstärkten diesen Eindruck. Hinzu kamen Probleme mit Grafikkarten im Zusammenhang mit der „Incarna“-Software und der Sorge um die Zukunft von EVE-Online, insbesondere im Zusammenhang mit dem neu eingeführten „Item-Shop“. CCP ließ daraufhin die mit Incarna verbundenen, weiteren Pläne fallen und orientierte sich wieder stärker am Feedback der Community. Auch die Befürchtungen der Spieler in Bezug auf den Item-Shop (bezüglich einer ungewissen Zukunft des Spiels) haben sich bislang nicht bestätigt.
Mangelnde Spielleistung, Lag
Die Server geraten bisweilen an die Grenze ihrer Leistungsfähigkeit (Lag). Dabei macht sich negativ bemerkbar, dass alle Spieler denselben Servercluster benutzen. Spieltechnisch wird dies dadurch umgangen, dass die Spielgeschwindigkeit durch Zeitdilatation auf bis zu 10 % reduziert wird, um zumindest den Spielfluss zu erhalten.
Deshalb wurde der Servercluster im Februar 2006 komplett ausgetauscht (basierend auf AMD Opteron 64-bit IBM Bladeservern) und seitdem mehrmals erweitert. Auch die Software wird laufend überarbeitet, um erhöhte Leistung zu bieten. Technisch erwähnenswert ist zudem die Nutzung von sogenannten RAMSANs, einer Art Hochgeschwindigkeits-Solid State Drives für die Datenbank.
t20-Vorfall und der CSM
Im Sommer 2006 griff ein Mitarbeiter der Entwicklungsfirma CCP in das Spiel ein und missbrauchte seine Befugnisse, um einer bestimmten, von ihm favorisierten Spieler-Allianz einen unfairen Vorteil zu verschaffen. Dies führte zur Schaffung des „Council of Stellar Management“ (CSM), eines von Spielern gewählten Rates, der eine Kontrollfunktion gegenüber CCP einnehmen soll.

## Trivia
Seit Ende Sommer 2006 betreibt CCP zusammen mit Optic Communications als Lizenzpartner in China einen separaten Server (Serenity). Dieser Server ist für Einwohner der Volksrepublik China und Taiwans vorgesehen.
Seit Oktober 2006 existiert EVE: The Second Genesis, ein Sammelkartenspiel zu Eve Online. Die erste Erweiterung „The Exiled“ wurde im Sommer 2007 veröffentlicht.
Beim Anschlag auf die US-Vertretung in Bengasi am 11. September 2012 kam der Botschaftsangestellte Sean Smith ums Leben. Smith war zu Lebzeiten unter dem Charakternamen „Vile Rat“ Chefdiplomat einer großen Allianz gewesen. Die Nachricht seines Todes zog Beileidsbekundungen und kollektive Traueraktionen von Verbündeten wie Feinden nach sich. Eine Spendenaktion für die Hinterbliebenen verursachte zudem einige mediale Aufmerksamkeit. Seither veranstaltet seine Allianz jährlich einen Gedenktag, an dem alle Mitglieder aufgerufen werden, auf ihre Verbündeten zu schießen. Damit wird auf Smiths Fähigkeit, diplomatische Verwicklungen zu lösen, sowie auf den Ausdruck “Shoot blues, tell Vile Rat” (“Schieß auf Blaue, erzähl es Vile Rat”) angespielt.
Ein ähnlicher Fall ereignete sich im Zuge des Terroranschlags in San Bernardino. Auch hier spendeten EVE-Spieler für die Hinterbliebenen ihres Mitspielers.
Jedes Jahr findet zudem die Aktion „Burn Jita“ statt. Diese wird traditionell von einer bestimmten Allianz gefördert, obwohl alle Spieler teilnahmeberechtigt sind. Es handelt sich um eine Aktionswoche, während der möglichst viele Handelsschiffe im Handelszentrum Jita durch Selbstmordanschläge zerstört werden sollen.
Am 27. Januar 2014 fand im Universum von EVE Online die 21 Stunden andauernde „Schlacht um B-R5RB“ statt. Neben einigen spielinternen Rekorden wurde mit Zerstörungen im theoretischen Gegenwert von mehr als 300.000 USD (~240.000 €) der Rekord für die teuerste Online-Schlacht erreicht. Bereits zuvor hatte EVE Online durch größere Raumschlachten für Aufsehen gesorgt.
Seit vielen Jahren zirkuliert ein geflügeltes Wort in der EVE-Community. „EVE is dying“ (“EVE stirbt”) ist ein Ausdruck, der spätestens seit 2008 verwendet wird. Damit soll die Einstellung des Spielangebots durch CCP prophezeit werden. Der Begriff ist allerdings im Laufe der Zeit eher selbst zu einer sarkastischen Antwort auf entsprechend pessimistische Bemerkungen geworden.
Anfang 2016 brach nach einer Periode relativer Stabilität ein größerer Konflikt im 0.0-Gebiet aus. Nachdem die „Imperium“-Koalition versucht hatte, umliegende, von ihr nicht kontrollierte Regionen zu Tributzahlungen zu zwingen, wurde sie von weitaus kleineren Gruppen überraschend zurückgeschlagen. Die Verteidiger wurden nach ihren Anfangserfolgen erheblich von vermögenden Verbündeten unterstützt. Die Anbieter einer beliebten Glücksspielseite hatten sich aufgrund persönlicher Differenzen mit einer der „Imperium“-Allianzen entschlossen, die Gegenseite zu finanzieren. Diese sogenannte „Money Badger Coalition“ (MBC) verzeichnete schnell große Geländegewinne, da das „Imperium“ aufgrund seiner zahlenmäßigen Unterlegenheit schnell jede ernsthafte Gegenwehr aufgab und stattdessen ankündigte, nach einem angenommenen Zerfall der MBC mit der Rückeroberung beginnen zu wollen. Ende April 2016 war das Territorium des „Imperiums“ fast vollständig von der MBC erobert worden. In etwa zeitgleich wurden zwei wichtige MBC-Mitglieder aus unterschiedlichen Gründen aus deren Koalition ausgeschlossen.
In EVEs virtuellem Universum interagieren die Spieler mit astronomischen Daten aus der echten Welt, die von der Universität Genf durch einen vollständig integrierten Teil der EVE-Online-Spielerfahrung namens Project Discovery gestellt werden. Sobald genügend Spieler bezüglich der Klassifizierung von Daten zu einer Einigung kommen, gehen diese zurück an die Universität und werden dort zur Optimierung der Suche nach Exoplaneten eingesetzt.